# Richard Roxburgh
Richard Roxburgh (Albury, 1962. január 23. –) ausztrál színész, filmrendező, forgatókönyvíró és producer.

## Élete és pályafutása
A National Institute of Dramatic Arts színi iskolában diplomázott 1986-ban. Elsőként színházban, tévéfilmekben és kisebb sorozatokban játszott. Szerepelt a Mission: Impossible 2. (2000) című filmben, de a nagyobb figyelmet a 2001-ben bemutatott Moulin Rouge! hozta el számára.
A Van Helsing (2004) forgatásán ismerkedett meg feleségével, Silvia Colloca olasz származású színésznővel. 2007-ben született fiuk a Raphael nevet kapta.
2009-ben debütált rendezőként Romulus, az apám című filmjével.

## Filmográfia

### Film
| Év   | Magyar cím                    | Eredeti cím                                   | Szerep                           | Magyar hang        |
| ---- | ----------------------------- | --------------------------------------------- | -------------------------------- | ------------------ |
| 1991 |                               | Dead to the World                             | Johnny                           |                    |
| 1994 |                               | Talk                                          | Jack / Harry                     |                    |
| 1995 |                               | Billy's Holiday                               | Rob McSpedden                    |                    |
| 1995 |                               | Lessons in the Language of Love (rövidfilm)   | Harry                            |                    |
| 1995 |                               | Hayride to Hell (rövidfilm)                   | George Weygate                   |                    |
| 1996 | A forradalom gyermekei        | Children of the Revolution                    | Joe                              |                    |
| 1997 | Hál’ Isten jött Lizzie        | Thank God He Met Lizzie                       | Guy Jamieson                     |                    |
| 1997 |                               | Doing Time for Patsy Cline                    | Boyd                             |                    |
| 1997 | Játék és szenvedély           | Oscar and Lucinda                             | Mr. Jeffries                     | Kőszegi Ákos       |
| 1998 |                               | In the Winter Dark                            | Murray Jacob                     |                    |
| 1998 | Egy csipet lélek              | A Little Bit of Soul                          | Sir Samuel Michael (hangja)      |                    |
| 1999 | Szenvedély                    | Passion                                       | Percy Grainger                   | Fekete Ernő        |
| 1999 | Az utolsó ősz                 | The Last September                            | Daventry százados                |                    |
| 2000 | Mission: Impossible 2.        | Mission: Impossible 2                         | Hugh Stamp                       | Megyeri János      |
| 2001 | Moulin Rouge!                 | Moulin Rouge!                                 | A herceg                         | Pusztaszeri Kornél |
| 2002 |                               | Tian mai zhuan qi                             | Karl                             |                    |
| 2002 | Az "igazi"                    | The One and Only                              | Neil                             | Csankó Zoltán      |
| 2003 | A szövetség                   | The League of Extraordinary Gentlemen         | Fantom                           | Bácskai János      |
| 2003 | A szövetség                   | The League of Extraordinary Gentlemen         | M                                | Németh Gábor       |
| 2003 | A szövetség                   | The League of Extraordinary Gentlemen         | Moriarty professzor              |                    |
| 2004 | Van Helsing                   | Van Helsing                                   | Drakula gróf                     | Kardos Róbert      |
| 2005 | Lopakodó                      | Stealth                                       | Dr. Keith Orbit                  | László Zsolt       |
| 2005 | Hideg csontok                 | Frágiles                                      | Robert Kerry                     | Végh Péter         |
| 2006 | Gyilkos szándék               | Like Minds                                    | Martin McKenzie                  |                    |
| 2007 | Romulus, az apám              | Romulus, My Father                            | filmrendező                      |                    |
| 2010 |                               | Matching Jack                                 | David                            |                    |
| 2010 | Az Őrzők legendája            | Legend of the Guardians: The Owls of Ga'Hoole | Boron (hangja)                   | Rosta Sándor       |
| 2011 | Sanctum                       | Sanctum                                       | Frank McGuire                    | Epres Attila       |
| 2013 |                               | The Turning                                   | Vic Lang                         |                    |
| 2014 | Maja, a méhecske              | Maya the Bee                                  | Flip (hangja)                    | Kerekes József     |
| 2015 |                               | Looking for Grace                             | Dan                              |                    |
| 2015 | Blinky Bill – A film          | Blinky Bill the Movie                         | Blinky apja (hangja)             |                    |
| 2016 | A fegyvertelen katona         | Hacksaw Ridge                                 | Stelzer ezredes                  | Epres Attila       |
| 2017 |                               | Breath                                        | Mr. Pike                         |                    |
| 2018 | ’75 nyara                     | Swinging Safari                               | felnőtt Jeff / narrátor (hangja) | Czető Roland       |
| 2018 | Maja, a méhecske – A mézcsata | Maya the Bee: The Honey Games                 | Flip (hangja)                    |                    |
| 2019 |                               | Danger Close: The Battle of Long Tan          | David Jackson dandártábornok     |                    |
| 2019 | Az igazság nyomában           | Angel of Mine                                 | Bernard                          | Epres Attila       |
| 2019 | B mint boldogság              | H Is for Happiness                            | Jim Phee                         |                    |
| 2019 | A gokartkirály                | Go Karts                                      | Patrick                          | Epres Attila       |
| 2022 | Elvis                         | Elvis                                         | Vernon Presley                   | Gáspár Tibor       |
| 2024 | A természet ereje – Aszály 2. | Force of Nature: The Dry 2                    | Daniel Bailey                    | Epres Attila       |

### Televízió
| Év        | Magyar cím          | Eredeti cím                   | Szerep               | Megjegyzések                                              |
| --------- | ------------------- | ----------------------------- | -------------------- | --------------------------------------------------------- |
| 1987      |                     | Frontier                      | William Hobbs        | minisorozat (3 epizód)                                    |
| 1988      |                     | The Riddle of the Stinson     | Proud                | tévéfilm                                                  |
| 1989      |                     | The Saint: Fear in Fun Park   | Justin               | tévéfilm                                                  |
| 1990      | Sajtócézár          | The Paper Man                 | 'Gracie' Fields      | minisorozat (4 epizód)                                    |
| 1992      |                     | Tracks of Glory               | Hugh Mcintosh        | minisorozat (2 epizód)                                    |
| 1993      |                     | Police Rescue                 | Tim Warne            | 1 epizód                                                  |
| 1993      | Bűnkereskedő        | Crimebroker                   | Harrison             | tévéfilm                                                  |
| 1993      |                     | Seven Deadly Sins             | Mark                 | minisorozat (1 epizód)                                    |
| 1995      | Doktor Halifax      | Halifax f.p.                  | Paul Santos őrmester | 1 epizód                                                  |
| 1995      |                     | Blue Murder                   | Roger Rogerson       | minisorozat (2 epizód)                                    |
| 1996      |                     | Twisted Tales                 | Ben                  | 1 epizód                                                  |
| 1997      |                     | The Last of the Ryans         | Ronald Ryan          | tévéfilm                                                  |
| 2001      | A szexbomba         | Blonde                        | Mr. R                | minisorozat (2 epizód)                                    |
| 2002      | A függetlenség útja | The Road from Coorain         | Bill                 | tévéfilm                                                  |
| 2002      | A sátán kutyája     | The Hound of the Baskervilles | Sherlock Holmes      | - tévéfilm - magyar hangja: - Rosta Sándor                |
| 2006      | Néma szavak         | The Silence                   | Richard Trealoar     | tévéfilm                                                  |
| 2008–2009 | Mindentől keletre   | East of Everything            | Art Watkins          | 13 epizód                                                 |
| 2009      | Hamis tanú          | False Witness                 | Charles Van Koors    | - minisorozat (2 epizód) - magyar hangja: - Ujréti László |
| 2010      |                     | Hawke                         | Bob Hawke            | tévéfilm                                                  |
| 2010–2018 | Veszett ügyek       | Rake                          | Cleaver Greene       | - főszereplő (40 epizód) - társalkotó és vezető producer  |
| 2011      | A jég fogságában    | Ice                           | Thom Archer          | - minisorozat (2 epizód) - magyar hangja: - Epres Attila  |
| 2019      | Nagy Katalin        | Catherine the Great           | Grigorij Orlov       | minisorozat (4 epizód)                                    |
| 2019      |                     | The Hunting                   | Nick                 | minisorozat (4 epizód)                                    |
| 2020      | A Korona            | The Crown                     | Bob Hawke            | 2 epizód                                                  |
| 2021      |                     | Fires                         | Duncan Simpson       | minisorozat (2 epizód)                                    |
| 2022      |                     | Bali 2002                     | Graham Ashton        | 4 epizód                                                  |